# Luftangriffe auf das Mineralölwerk Lützkendorf
Das Mineralölwerk Lützkendorf in Krumpa im Geiseltal im heutigen Sachsen-Anhalt war vom 12. Mai 1944 bis 8./9. April 1945 Ziel massiver Luftangriffe der Westalliierten, bis es total zerstört war. Die Angriffe waren Teil der Alliierten Luftoffensive auf die deutsche Treibstoffindustrie. In 14 Angriffen warfen 1.715 schwere Bombenflugzeuge der 8th Air Force und des Bomber Command der britischen Royal Air Force über dem Werk und seiner Umgebung etwa 23.800 Bomben (5.400 Tonnen) ab. Fünf Tage vor der Besetzung durch US-Truppen wurde die Vernichtung, auch unter Einsatz bunkerbrechender Minenbomben (Tallboys), vollendet. Schwer getroffen wurden auch die Ortschaften und Siedlungen im Geiseltal und seiner Umgebung.

## Das Werk
Das Mineralölwerk Lützkendorf entstand im Zuge der nationalsozialistischen Autarkiebestrebungen. Es wurde zwischen 1936 und 1939 von der Wintershall AG erbaut und produzierte synthetische sowie konventionelle Kraftstoffe aus Braunkohle und Erdöl. Im April 1944 arbeiteten in dem Unternehmen rund 5000 Menschen, darunter 1000 Montagearbeiter anderer Firmen und zahlreiche Fremdarbeiter aus verschiedenen Ländern.
Das Werk wurde, wie die gesamte mitteldeutsche Chemie-Region, von der starken Konzentration schwerer Flak-Batterien des Mitteldeutschen Flakgürtels verteidigt.

## Die einzelnen Luftangriffe
Diese Zusammenstellung orientiert sich vorwiegend an Matthias Koch, und an der Arbeit von Heinz Rehmann „Bomben auf die Chemieregion“. Die Angaben aus beiden Publikationen zur Zahl der Angriffe (bei Rehmann nicht alle angeführt), der Anzahl der beteiligten Flugzeuge und zur bei Einzelangriffen abgeworfenen Bombentonnage decken sich nicht immer (Gesamttonnage aber gleich).
Sowohl die 8th Air Force, als auch die beteiligten RAF-Verbände waren in Südengland stationiert. Die elf US-amerikanischen Luftangriffe wurden zur Tageszeit und alle drei folgenden britischen Angriffe nachts ausgeführt. Die USAAF setzten ihre viermotorigen Bomber B-17 „Flying Fortress“ und B-24 „Liberator“ ein, die RAF ihre viermotorigen Avro Lancaster – angeführt durch Mosquito-Schnellbomber. Der Begleitschutz erfolgte durch zahlreiche Langstrecken-Jagdflugzeuge, die sich auch als Tiefflieger betätigten. Es wurden Sprengbomben aller Kaliber bis hin zu den britischen bunkerbrechenden Tallboys eingesetzt. Die Flughöhe der Maschinen lag bei etwa 3.500 bis 7.000 Meter.

### Die Angriffe der USAAF

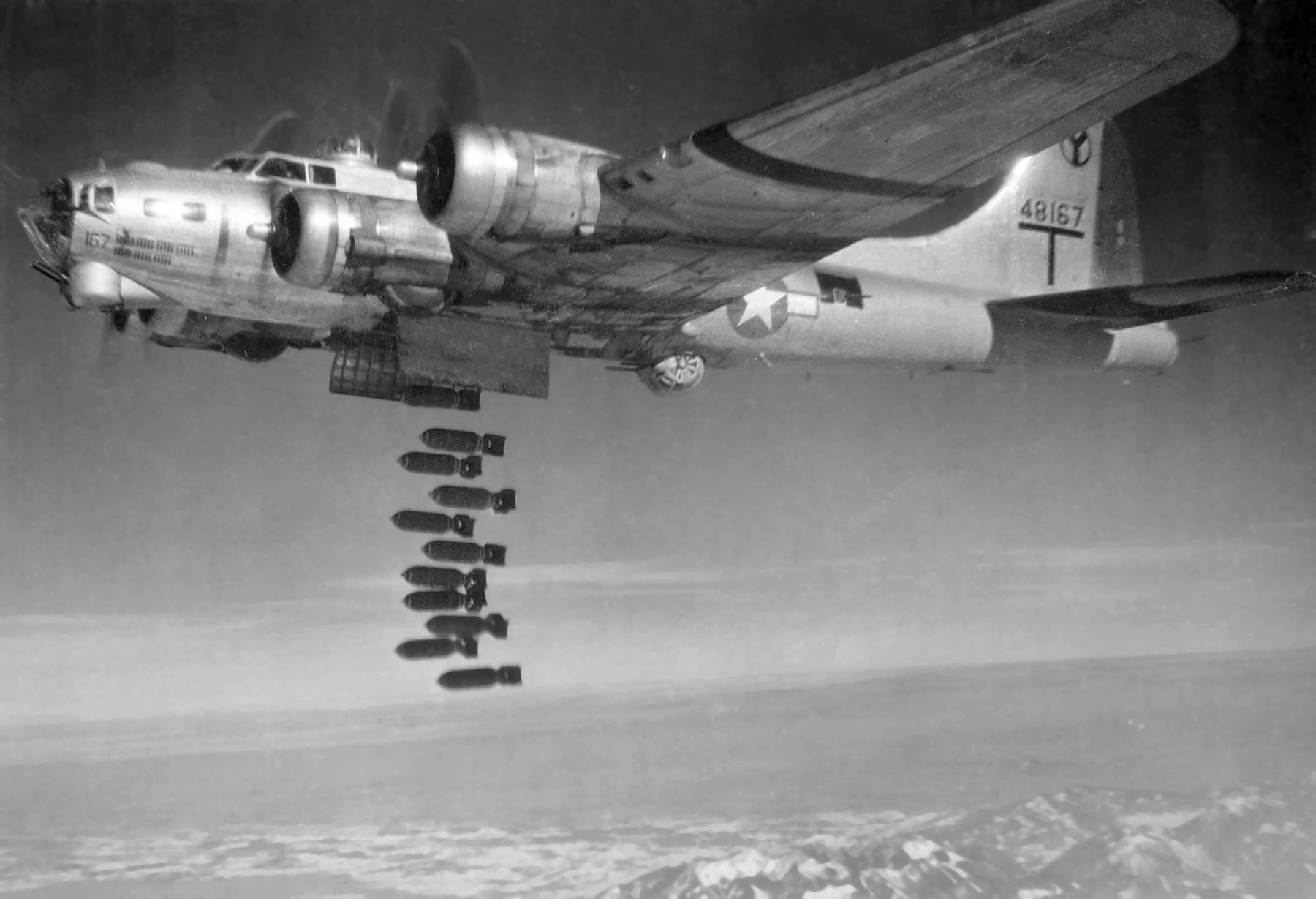
Amerikanische B-17 „Flying Fortress“

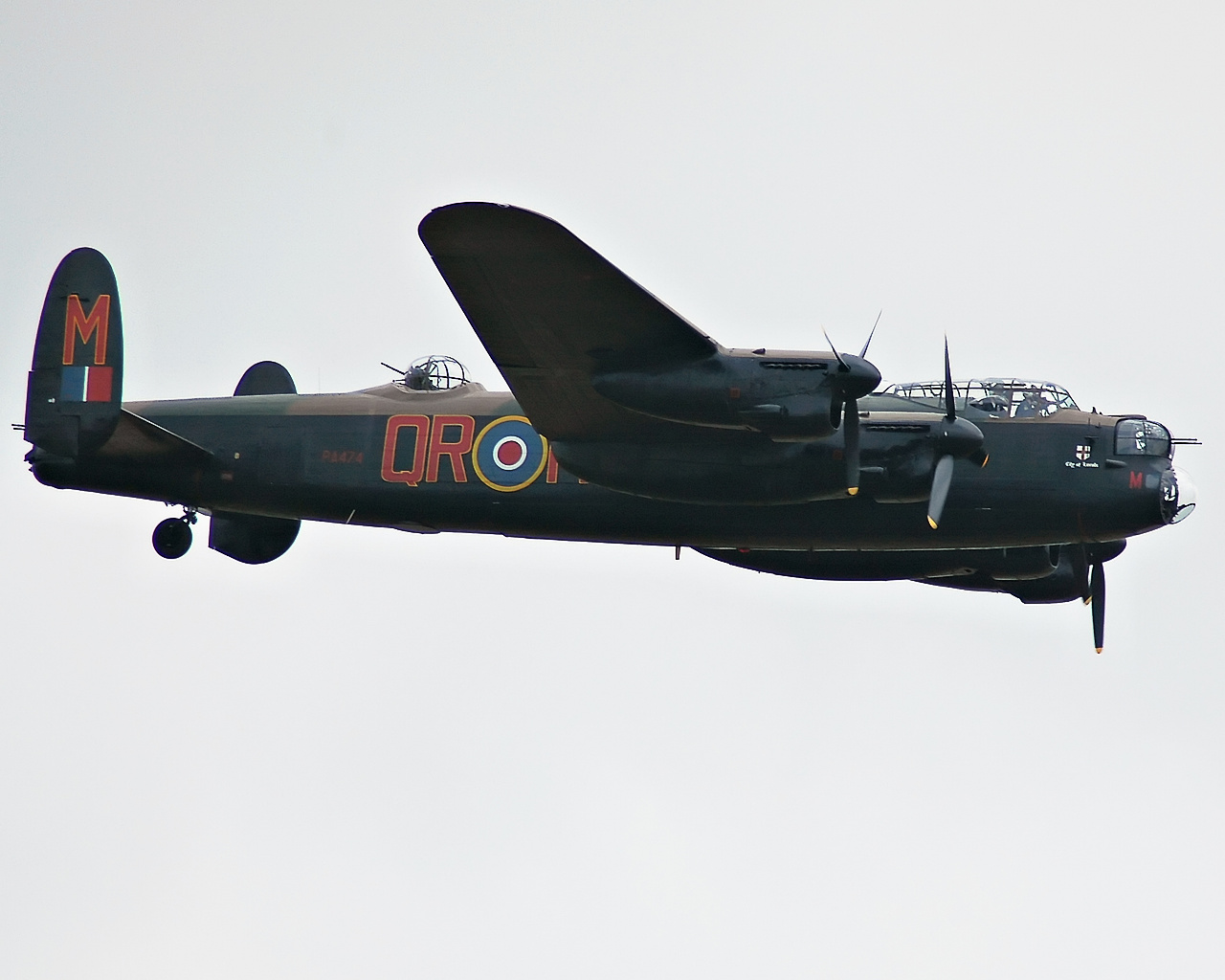
Britischer Avro Lancaster Bomber

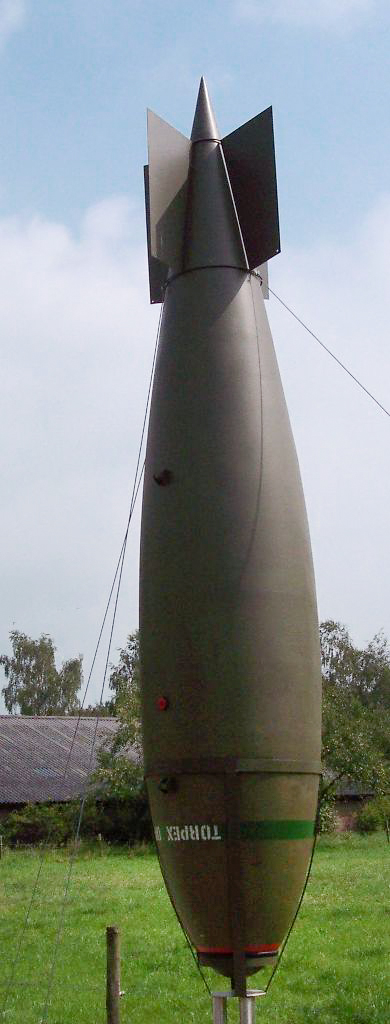
Britische bunkerbrechende Tallboy Bombe

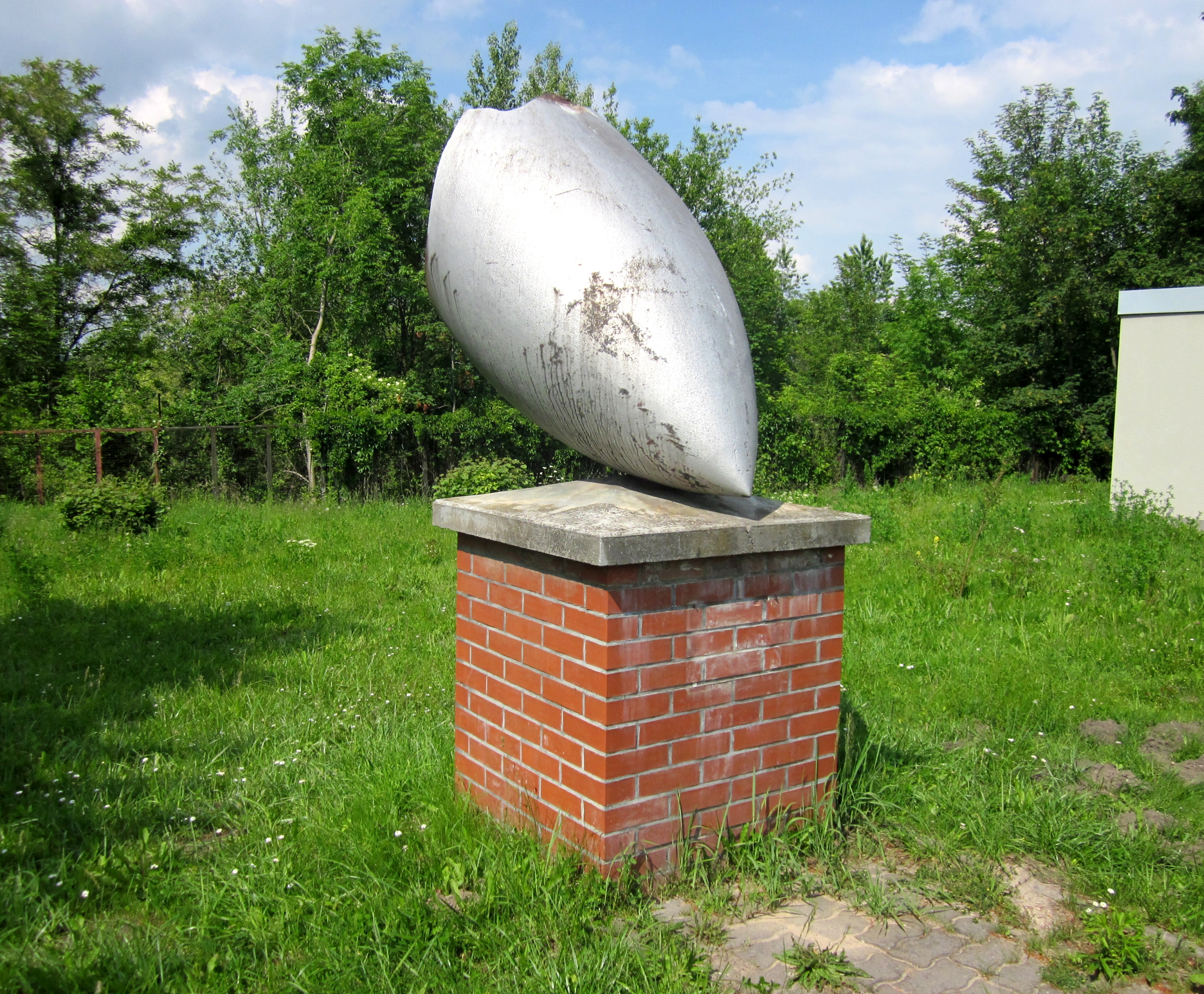
Bombendenkmal in Krumpa: Spitze eines Tallboy

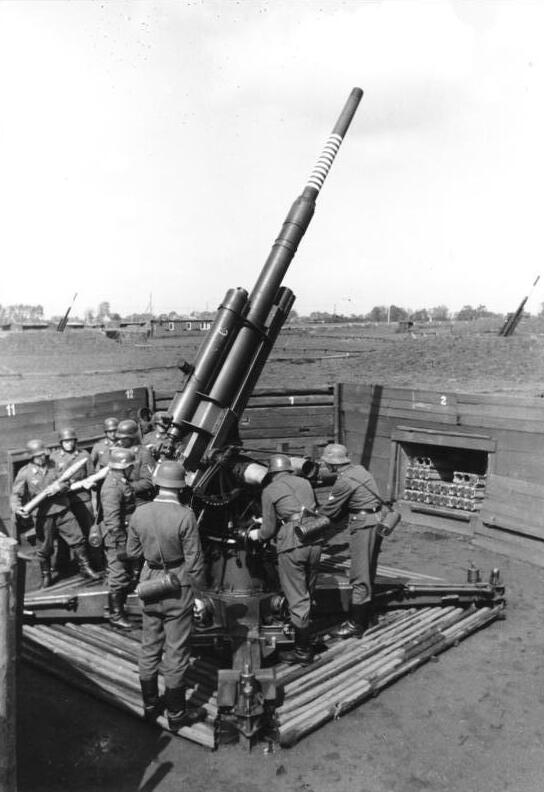
8.8-cm-Flak in Feuerstellung

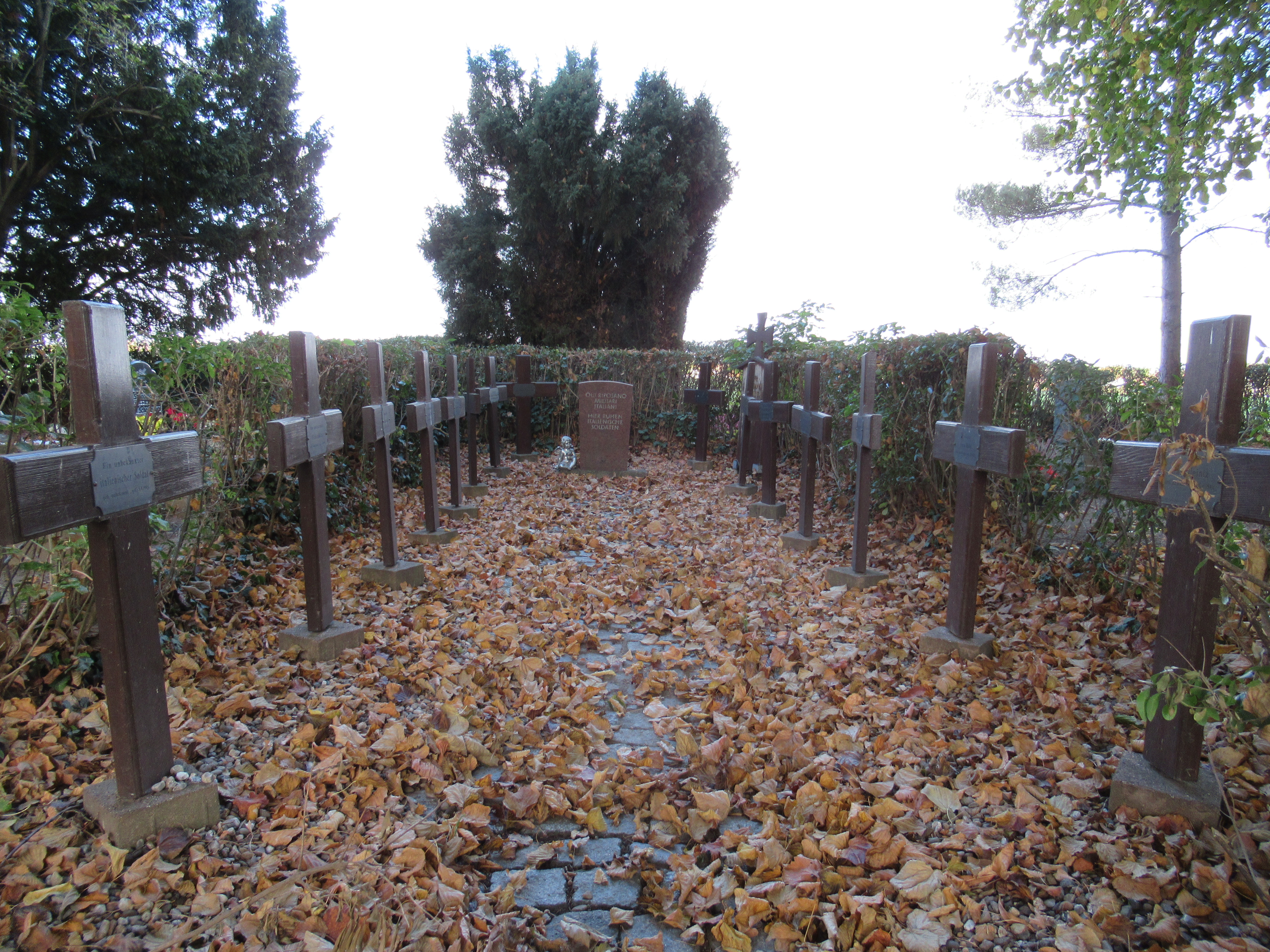
Reihengrab deutscher und italienischer Flaksoldaten (April 1945)

Am 12. Mai 1944 begann die mit massiven Luftangriffen geführte angloamerikanische „Öl-Offensive“ gegen das Deutsche Reich. Bereits am Eröffnungstag war Lützkendorf dabei.
- 12. Mai 1944: 89 B-17 „Flying Fortress“ warfen von 13:57 bis 14:01 Uhr nach (guter) Sicht und bei Führung durch Pathfinder-Maschinen über dem Werk und seiner Umgebung 2.941 Sprengbomben ab, entsprechend 172 Tonnen. Zehn Minuten vorher war Vollalarm gegeben worden. Die Hauptlast der Bomben landete im westlichen Teil des Werks, ein großer Teil aber auch in der benachbarten Ortschaft Krumpa, besonders betroffen war die Siedlung Wintershall. Auch die Brikettfabrik Cecilie war in den Angriff einbezogen. Die materiellen Schäden (16 Millionen Reichsmark) und die Verluste an Menschen waren verheerend: 159 Tote, davon 81 im Werk und 35 in der Ortschaft Krumpa, darunter Frauen und Kinder. Über 100 Verwundete mussten versorgt werden. Das Überraschungsmoment hat nach Einschätzung der Werkleitung eine große Rolle gespielt. Die Belegschaft floh zum Teil in die Umgebung des Werks.

Luftschutzstollen und seit 1942 in vorhandene Gebäude eingebaute Schutzräume hatte es bereits gegeben, bombensichere Bunker im Werk wurden jetzt unter großem Aufwand gebaut: Hochbunker und sieben Luftschutzbunker vom Typ Salzgitter (Baureihe 134a). Dazu kamen zahlreiche Einmannbunker für Wartungspersonal. So hohe Verluste an Menschen, wie am 12. Mai, hat es bei den folgenden Angriffen nicht mehr gegeben.
Die Trauerfeier fand am 18. Mai statt, unter Beteiligung der umliegenden Ortschaften. Die Toten wurden auf einem eilig dafür neu angelegten zweiten Friedhof in Krumpa beigesetzt („Heldenfriedhof“), der heute noch existiert. Ein Teil der Grabsteine ist erhalten. Der Flak-Gürtel um die Chemie-Industrie wurde nach der Erfahrung vom 12. Mai 1944 erheblich verstärkt.
- 28. Mai 1944 (Pfingstsonntag): 64 B-24 „Liberator“ warfen von 15:01 bis 15:04 Uhr auf Sicht 1.620 Sprengbomben (151 Tonnen). Ein Großteil der Bomben traf den östlich des Werks liegenden Ort Neumark. Im Werk wurde auch der große „Europa-Tank“ (Bau 301) getroffen und brannte aus. Der materielle Schaden wurde auf 9 Mio. RM geschätzt. Offiziell gab es nur zwei Tote, doch berichteten Zeitzeugen von mehr Opfern: in Kämmeritz und Neumark.

Die alliierten Bombenangriffe auf die deutsche chemische Industrie führten am 30. Mai 1944 zum Mineralölsicherungsplan von Edmund Geilenberg. Er brachte auch den Einsatz von Zwangsarbeitern in Lützkendorf mit sich: Vom 14. Juli 1944 bis zum 21. Januar 1945 bestand in unmittelbarer Nähe zum Werk ein Außenlager des KZ Buchenwald mit anfangs 924 Zwangsarbeitern. Darunter befanden sich Belgier, Deutsche, Franzosen, Polen und Russen. Die Häftlinge waren bei Aufräumarbeiten und bei der Demontage von Anlageteilen für die Untertage-Verlagerung eingesetzt.
- 7. Juli 1944: 104 B-24 und 33 B-17 warfen auf Sicht von 9:23 bis 10:12 Uhr 2.987 Bomben (297 Tonnen): 12 Mio. RM Schaden. Auch in der Müchelner Bergarbeitersiedlung Neubiendorf fielen 63 Bomben: zwölf Häuser wurden zerstört oder stark beschädigt, 76 mittel bis leicht. Die Siedlung in Krumpa war wieder betroffen und auch das Lager für die KZ-Häftlinge.
- 20. Juli 1944: 53 B-17 warfen von 11:21 bis 11:25 Uhr 538 Bomben (132 Tonnen) auf Sicht unter Pathfinder-Führung. Über die Schäden gibt es kaum Dokumente, nur indirekt kann man auf Opfer unter polnischen und sowjetischen Gefangenen schließen.
- 11. September 1944: 85 (96) B-17 warfen von 11:56 bis 12:11 Uhr 1.042 Bomben (261 Tonnen), auf Sicht, Pathfinder. Schwere Schäden wurden im Südteil von Mücheln angerichtet. Es werden jetzt noch größere Betonbunker zentral im Werk für die Massenaufnahme von Menschen gebaut.
- 13. September 1944: 69 (98) B-17 warfen von 11:16 bis 11:36 Uhr 721 Bomben (194 Tonnen), auf Sicht. 5 Mio. RM Schaden. Der Bombenteppich traf besonders den westlichen Teil des Zielgebiets und das davor liegende Krumpa. Es gab „enorme Schäden“ an Wohngebäuden, besonders Siedlungshäusern.
- 7. Oktober 1944: 88 B-17 warfen 836 Bomben (209 Tonnen) von 12:20 bis 12:33 Uhr auf Sicht.
- 25. Oktober 1944: 2 B-17 warfen 24 Bomben (6 Tonnen), unter Verwendung von H2X-Radar.
- 30. November 1944: 148 B-17 warfen 2.894 Bomben (362 Tonnen) von 12:34 bis 13:29 Uhr auf Sicht.
- 6. Dezember 1944: 13 B-17 warfen 200 Bomben (25 Tonnen) um 12:16 Uhr unter H2X-Führung.
- 9. Februar 1945: 199 (233) B-17 warfen in einem der bisher schwersten Angriffe 1.966 Bomben (492 Tonnen) von 12:57 bis 13:05 Uhr auf Sicht. Der Sachschaden wurde von der Wintershall-Werksleitung auf 12 Mio. RM geschätzt. Getroffen wurden auch wieder Wohngebäude in Krumpa und den Müchelner Ortsteilen Möckerling und Neubiendorf. Auch die Grube Cecilie und die „Deutsche Grube“ (zu den Leuna-Werken gehörend) wurden schwer in Mitleidenschaft gezogen.

Insgesamt warfen die US-Luftstreitkräfte somit bei elf Angriffen aus 947 Flugzeugen 15.769 Bomben (2.302 Tonnen) auf das Werk und seine industrielle und Wohn-Umgebung ab.

### Die Angriffe der RAF
Die Navigation der britischen Bomberverbände erfolgte durch Pathfinder und „Target Indicator“.
- 14. März 1945: 235 Avro Lancaster der No. 5 Bomber Group, geführt von zehn Mosquito Zielmarkierern, warfen von 21:33 bis 22:15 Uhr aus einer Höhe von 3.500 bis 5.000 Metern über dem Werk Lützkendorf (besonders dem Ostteil) und seiner Umgebung 2.886 Bomben (1.003 Tonnen) ab. Darunter befanden sich 206 Minenbomben 4.000 lb HC Bomben (Blockbuster) und viele Zeitzünder-Bomben. Das Werk lag nach dem Angriff vorübergehend still. Kurz nach den Bombenwürfen registrierte man „bisher 21 Gefallene, zahlreiche Verwundete und noch viele Verschüttete“. Auch die Orte in der Umgebung wurden schwer mitgenommen, besonders Neumark, Benndorf, Kämmeritz, Geiselröhlitz, Kulkwitz und Stöbnitz. Braunkohle-Grubenbetriebe waren ebenfalls stark betroffen, auch durch Minenbomben. Der Grubenbetrieb „Ostfeld“ verzeichnete nach Abwurf von 500 bis 600 Sprengbomben und Minen ein „umgegrabenes Grubenfeld“. In der Werkskolonie gab es 13 Tote bei schweren Gebäudeschäden. Auch ein Gemeinschaftslager und ein Gefangenenlager wurden zerstört. 18 Lancaster fielen der deutschen Luftabwehr zum Opfer.
- 4. April 1945: 258 Lancaster und 14 Mosquitos der No. 1 Bomber Group warfen nachts 2.656 Bomben (1.076 Tonnen) über dem Werk und seiner Umgebung ab. Darunter waren 228 Stück 4.000 lb HC Minenbomben. Ein großer Teil der Bomben ging auf Feldern zwischen Krumpa und Schortau nieder. Es soll sich um Fehler bei der Zielmarkierung durch vorausfliegende Mosquitos gehandelt haben. Der Angriff konnte das Werk „nicht außer Betrieb setzen“, daher wurde ein weiterer geplant. Sechs Lancaster wurden abgeschossen.

In der Flak-„Großkampfbatterie“ Schortau wurden durch Bomben 26 deutsche und italienische Soldaten getötet. Sie wurden auf dem Friedhof Schortau beerdigt. Die Grabanlage ist erhalten.
- 8. April 1945: 231 Lancaster und 20 Mosquitos der 5. Bomber Group warfen nachts 2.481 Bomben (1.033 Tonnen) ab. Darunter befanden sich neben 177 Stück Minenbomben vom Typ 4.000 lb HC („Blockbuster“) auch 17 bunkerbrechende Tallboys („Große Jungs“) 12.000 lb DT, auch „Earthquake Bombs“ (Erdbebenbomben) genannt. Letztere hatten eine Zeitzündereinstellung auf 30 bis 60 Minuten nach dem Einschlag, was katastrophal für die dann laufenden Bergungsarbeiten war. Dieser Angriff brachte das „Finale“ für das Werk Lützkendorf. Sechs Lancaster gingen verloren. Eine davon wurde nach Abwurf ihres Tallboys abgeschossen. Nur ein Besatzungsmitglied, der Heckschütze, konnte sich vor dem Absturz bei Kapellendorf nahe Weimar mit dem Fallschirm retten.

Die RAF warf somit bei den drei Nachtangriffen aus 768 Flugzeugen 8.022 Bomben (3.112 Tonnen) auf das Werk und seine Umgebung. Sie verlor dabei durch die deutsche Flak 30 viermotorige Bomber Avro Lancaster (also etwa 210 Mann fliegendes Personal, das ums Leben kam oder gefangen genommen wurde).

### Abschließende Betrachtung
United States Army Air Forces und RAF zusammengenommen: bei 14 Angriffen und Einsatz von 1.715 Flugzeugen erfolgte der Abwurf von 23.791 Bomben, entsprechend 5.414 Tonnen, auf das Werk Lützkendorf und seine industrielle und Wohn-Umgebung.
Nach dem 8. April 1945 bot sich im Werk ein „Bild grauenhafter Zerstörung“ (Wintershall-Bericht). Bis März 1945 waren bei den Instandsetzungsarbeiten (mit zeitweise 8.000 Einsatzkräften) und der Produktionswiederaufnahme trotz der vernichtenden Angriffe immer noch Teilerfolge erzielt worden.
Insgesamt 200 Tote waren im Werk und seiner Umgebung zu beklagen. Addiert man aber die einzelnen Berichte, so sind deutlich mehr Opfer anzunehmen – auch bei Berücksichtigung der Wucht der Angriffe und der abgeworfenen Bombenlast.